# Stockum (Witten)
Stockum bildet zusammen mit Düren als Stockum/Düren einen der sieben Stadtteile Wittens.
Stockum grenzt in Witten an Annen und Düren und in Dortmund an Oespel, Kley und Salingen. Seit 1929 gehört Stockum zu Witten, davor zum Amt Langendreer. Der Ort liegt auf einer Höhe von 158 m ü. NN. Rund 40 Prozent der Fläche Stockums werden landwirtschaftlich genutzt.

## Geschichte

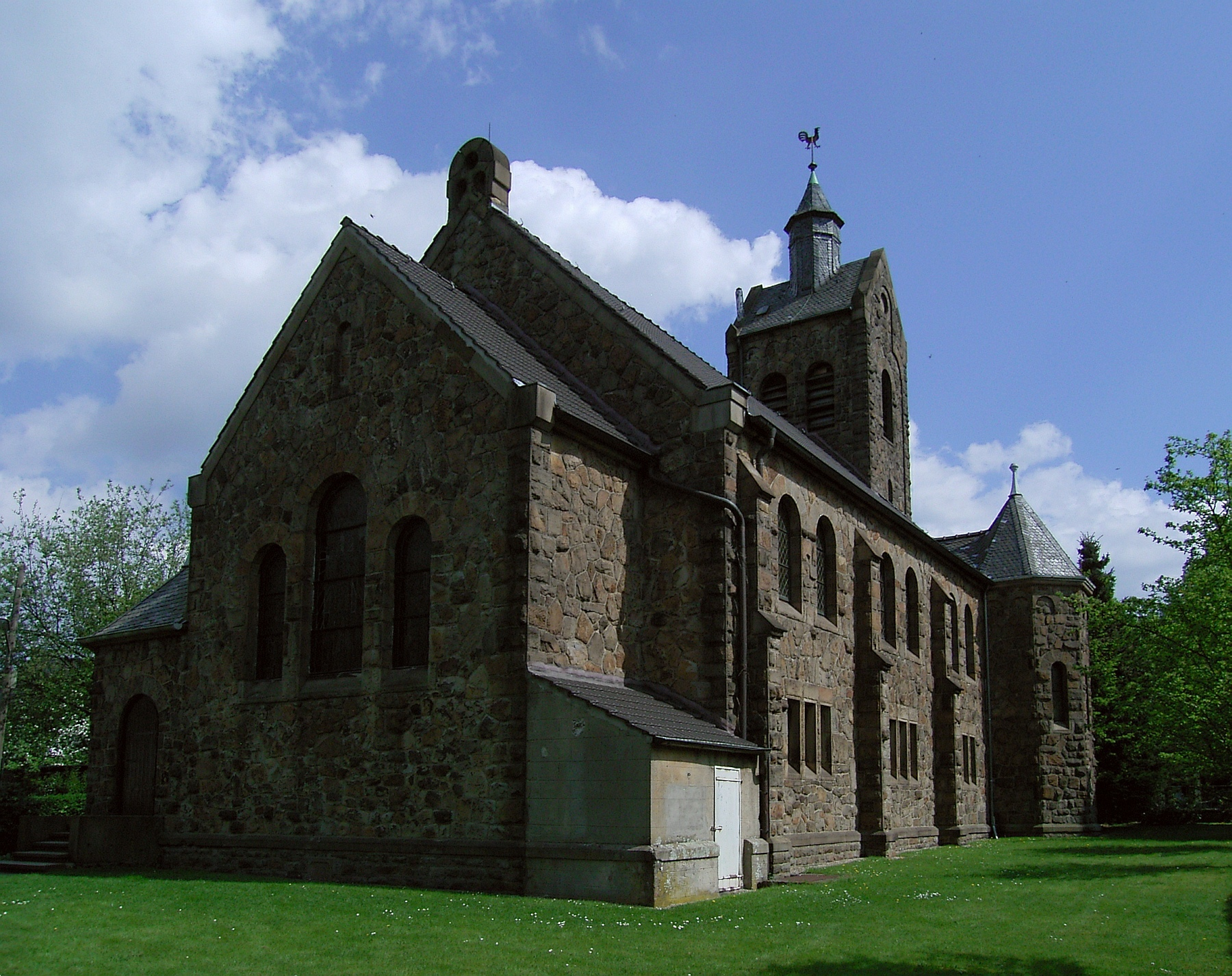
Die evangelische Kirche in Stockum

Die erste überlieferte urkundliche Erwähnung Stockums datiert auf das Jahr 882. Im Werdener Urbar wird ein Ort namens villa stochem erwähnt, in dem sich abgabepflichtige freien Bauern aus dem Brukterergau angesiedelt haben.
Die einzelnen Stockumer Höfe waren verschiedenen Grundherren abgabenpflichtig. Dabei wurden Stockum und das benachbarte Düren über die Jahrhunderte immer als eng miteinander verbunden angesehen. Von 1850 bis 1929 gehörten sie dem Amt Langendreer an, im Zuge einer Gemeindereform wurden Stockum und Düren am 1. August 1929 Stadtteile von Witten.
Kirchlich gehörte Stockum-Düren seit der ersten Jahrtausendwende zum Kirchspiel Lütgendortmund und wurde erst 1906 selbständige Gemeinde, obwohl seit 1855 ein eigener Friedhof bestand und 1902 die evangelische Kirche eingeweiht wurde.

## Einwohnerentwicklung
Nach Stand vom 31. Dezember 2014 hat Stockum 6146 Einwohner.

### Prognose
Der Ausschuss für Wirtschaftsförderung erwartet bis 2020 einen massiven Rückgang der Einwohnerzahlen in Witten. Neben Rüdinghausen, für das die Wirtschaftsförderer einen Rückgang von 9,6 Prozent erwarten, wird ihrer Meinung nach Stockum am härtesten von diesem Bevölkerungsrückgang betroffen werden. Prognostiziert werden 9,55 Prozent Rückgang. Die Wirtschaftsförderer begründen ihre Prognose unter anderem damit, dass in Stockum altengerechte Wohnungen fehlen.
Diese Prognose ist nicht unumstritten, da Stockum aufgrund der unmittelbaren Nachbarschaft auf Dortmunder Stadtgebiet sowie bei geringen sozialen Problemen als Wohngebiet nach wie vor attraktiv ist.

## Verkehr
In Stockum gibt es heute weder einen Bahnhof noch einen Anschluss an das Straßenbahnnetz der Bogestra. Zwei Buslinien verbinden Stockum mit der Wittener Innenstadt und Technischen Universität Dortmund (Buslinie 371 der VER) sowie mit Annen (Buslinie 373 der VER). Die S-Bahn-Stationen Witten-Annen Nord und Dortmund-Oespel sind in ca. 10 Busminuten zu erreichen. Des Weiteren gibt es in den Nächten von Freitag auf Samstag, von Samstag auf Sonntag sowie vor Feiertagen den NachtExpress 18, der Stockum (Haltestelle Gerdesstraße) stündlich mit Bochum und Witten verbindet.
Stockum ist durch die Bundesautobahnen 44 und 45 an das Fernstraßennetz angebunden. Zwar liegt die Auffahrt Dortmund-Eichlinghofen / Witten-Stockum bereits auf Dortmunder Stadtgebiet, allerdings nur wenige hundert Meter von der Wittener Stadtgrenze entfernt.